# Eriogonum nudum
Eriogonum nudum är en slideväxtart som beskrevs av David Douglas och George Bentham. Eriogonum nudum ingår i släktet Eriogonum och familjen slideväxter.

## Underarter
Arten delas in i följande underarter:
- E. n. auriculatum
- E. n. decurrens
- E. n. deductum
- E. n. indictum
- E. n. murinum
- E. n. oblongifolium
- E. n. paralinum
- E. n. pauciflorum
- E. n. psychicola
- E. n. pubiflorum
- E. n. regirivum
- E. n. scapigerum
- E. n. westonii